# Pauline Gardiner (Politikerin)
Pauline Mona Gardiner (geborene Wayman; * 27. September 1947 in Christchurch) ist eine neuseeländische Politikerin. Von 1993 bis 1996 war sie Mitglied des Repräsentantenhauses für die National Party und danach für United New Zealand.

## Leben und Karriere

### Frühes Leben
Pauline Wayman wurde 1947 in Christchurch geboren. Nach dem Besuch der New Brighton School von 1952 bis 1960 und der Christchurch West High School von 1961 bis 1963 schloss sie sich dem New Zealand Women’s Royal Army Corps (NZWRAC) für drei Jahre an.

### Politische Karriere
Bei der Parlamentswahl 1990 wurde Gardiner im Wahlkreis Wellington Central von der Amtsinhaberin Fran Wilde (Labour Party) nach der Auszählung der Sonderabstimmungen mit einem Stimmenvorsprung von ungefähr 1 Prozent besiegt. Wilde wurde 1992 zum Bürgermeister von Christchurch gewählt und trat damit aus dem Parlament aus, was 1992 in Wellington eine Nachwahl auslöste. Gardiner kandidierte bei dieser Wahl, wurde aber von Chris Laidlaw der Labour Party mit einem Stimmenvorsprung von ungefähr 1 Prozent besiegt.
Jedoch besiegte Gardiner bei der Parlamentswahl 1993 den Amtsinhaber Laidlaw im Wahlkreis Wellington-Karori. Dies war der einzelne Sitz, den die Labour Party verlor; damit konnte die National Party mit einem Vorsprung von einem Sitz regieren. 1995 verließ Gardiner die National Party und gründete mit sechs anderen Parlamentsmitgliedern die Zentrum-Partei United New Zealand. Wie alle andere United-Repräsentanten außer Peter Dunne wurde sie bei der Parlamentswahl 1996 besiegt und kam im Wahlkreis Wellington Central auf Platz 4.
1998 kandidierte Gardiner nach Jim Bolgers Rücktritt bei der Nachwahl im Wahlkreis Taranaki-King Country und kam auf Platz 9 mit weniger als 1 Prozent der Stimmen.

### Sonstiges Engagement
Gardiner ist besser bekannt für ihren Kampf gegen Drogenmissbrauch. Sie übt heftige Kritik an der Schadensminimierung-Politik, die in den 1990er Jahren in Neuseeland eingeführt wurde. Mittlerweile ist Neuseeland einer der größten Drogenkonsumenten der Welt geworden.

### Familie
Gardiner hat drei Kinder mit ihrem ehemaligen Ehemann Wira Gardiner. Ihre Tochter Ainsley Gardiner ist Filmproduzentin und wurde durch ihren Film Boy (2010) bekannt.
Gardiner lebt derzeit in Whakatāne in der Region Bay of Plenty und ist mit dem Immobilienmakler Gordon Fridge verheiratet.